# Steve Proulx
 (février 2025).
 (février 2025).
Pour les articles homonymes, voir Proulx.
Steve Proulx est un journaliste et auteur québécois né à Sherbrooke en Estrie le 30 mars 1977.

## Biographie
Steve Proulx détient un Diplôme d'études collégiales en Art et Technologie des Médias du Cégep de Jonquière, où il a étudié en publicité (profil infographie). Il a commencé sa carrière en tant que graphiste sur Internet, au début des années 2000. Peu de temps après, il a été engagé par TQS afin de livrer une chronique dans le cadre de l'émission Double-clic, son premier contrat de « journaliste » à vie.
Journaliste indépendant de 2000 à 2011. Il fait ses débuts dans le domaine en tant que chroniqueur-recherchiste pour la télévision et la radio. Il a publié de nombreux articles dans Elle Québec, Jobboom, Urbania, le quotidien Le Soleil, Guide Ressources, 7 Jours, Branchez-vous!, et Le Trente, magazine du journalisme québécois. Il était surtout associé à l'hebdomadaire Voir, dans lequel il a signé la chronique Médias de 2004 à 2009 rebaptisée Angle mort.   
Steve Proulx a été aussi chroniqueur occasionnel à la Première Chaîne de Radio-Canada. Ses sujets de prédilection étaient les médias et l'environnement. Il a également travaillé à titre de chroniqueur pour l'émission hebdomadaire La vie en vert, à Télé-Québec. Il a d'ailleurs été responsable de la rédaction du guide Je prends la vie en vert, ouvrage écrit à partir des reportages des trois premières saisons.
Par ailleurs, il a lancé en octobre 2009 les deux premiers tomes d'une série de romans jeunesse intitulée Le Cratère, sur laquelle il retravaille depuis 2023. 
Steve Proulx est le fondateur et président depuis 2011 d'une agence de contenu, 37e AVENUE.  

## Honneur
- 1995 : Concours du meilleur texte de trois pages
- 2009 : Grands prix du journalisme indépendant / Texte d’opinion
- 2010 : Finaliste au prix Cécile-Gagnon[2]